# Ватшауг, Кристоффер
Кристоффер Паульсен Ватшауг (норв. Kristoffer Paulsen Vatshaug; 3 июня 1981, Левангер, Норвегия) — норвежский футболист, вратарь.

## Карьера
Свою профессиональную карьеру начал в клубе «Будё-Глимт» из города Будё. Следующим этапом его карьеры стал кристианнский «Старт», который подписал его в 2006 году. В 2008 «Мольде» подписал пятилетний контракт с Кристоффером.

## Достижения
- Чемпион Норвегии (2): 2011, 2012
- Серебряный призёр чемпионата Норвегии (1): 2009
- Финалист Кубка Норвегии (1): 2009